# Elsebeth Egholm
Elsebeth Egholm (Nyborg, 17 september 1960) is een Deense journaliste en schrijfster van misdaadromans.

## Biografie
Elsebeth Egholm werd in 1960 geboren in Nyborg op het eiland Funen en groeide op in Lisbjerg nabij Århus waar haar ouders een tuincentrum hadden. Ze studeerde aan het Århus Statsgymnasium en volgde daarna gedurende vier jaar pianostudies aan Det Jyske Musikkonservatorium (koninklijk muziekconservatorium) vooraleer ze overschakelde op journalistiek in de Journalisthøjskolen in 1985.

### Carrière
Na een stage bij het dagblad Berlingske Tidente in Kopenhagen werkte ze als achtergrondverslaggever voor de krant tot 1992, waarna ze naar Malta verhuisde. Daar werkte ze als freelancejournalist en schrijver van korte verhalen voor damesbladen zoals Alt for Damerne. Op het Maltese eiland Gozo ontmoette ze haar toekomstige echtgenoot, de Britse thrillerauteur Philip Nicholson, met wie ze samenleefde tot zijn dood in 2005. Haar debuutroman De frie kvinders klub in 1999 werd bekroond met de Bogklubben 12 Bøgers læserpris, Daarna volgden Sirocco, Mig og min ø (een autobiografie) in 2000 en Opium in 2001.
In 2002 begon Egholm met een serie misdaadromans met de journaliste Dicte Svendsen. Haar romans werden ook gepubliceerd in Duitsland, Nederland, Zweden en Noorwegen.
Haar misdaadroman Jeg finder dig altid won in 2018 de Deense literatuurprijs Harald Mogensen-prisen.

## Televisie
In 2010 schreef Egholm het scenario van de 12-delige televisieserie Den som dræber (op dvd uitgebracht onder de internationale titel Those Who Kill), die vanaf 2011 uitgezonden werd in Denemarken.
Vanaf 2013 werd in Denemarken de televisieserie Dicte uitgezonden, gebaseerd op de romans van Egholm.

### Dicte-serie
- 2002: Skjulte fejl og mangler
- 2004: Selvrisiko
- 2005: Personskade (nl: Bloedband)
- 2006: Nærmest pårørende (nl: Naaste familie)
- 2008: Liv og legeme
- 2009: Vold og magt
- 2013: Eget ansvar
- 2014: Kød og blod
- 2015: Dødvægt

### Peter Boutrup-serie (Dicte's zoon)
- 2011: Tre hundes nat
- 2012: De dødes sjæles nat

### Rina-serie
- 2017: Jeg finder dig altid
- 2019: Frit fald

## Filmografie
- 2011: Den som dræber (Those Who Kill) (scenario)